# Александрович Пилип
Александрович Пилип Олександрович (1889, Бялисток, нині Польща — січень 1920) був радянським партійним діячем, учасником боротьби за владу Рад в Україні.

## Життєпис
Він був членом Комуністичної партії і брав участь у революції 1905-07 років. Після цього він перебував у еміграції (Англія, Франція), де зустрічався з В. І. Леніним. Після Лютневої революції 1917 року він повернувся до Петрограда, а потім переїхав до Одеси, де став головою Одеського військово-революційного трибуналу. У процесі окупації Одеси білогвардійцями і іноземними військами Александрович був у підпіллі. В 1919 році його арештували і пізніше страчено.